# 乙酸铟
乙酸铟是铟的乙酸盐，化学式为In(CH3COO)3。可溶于水、乙酸和无机酸。它是太阳能电池材料CuInS2、磷化铟量子点等含铟化合物的前驱体。

## 制备
乙酸铟可由铟或三乙基铟和冰乙酸反应制得。

## 化学性质
乙酸铟和丙酸可以发生下式反应：
In(CH3COO)3 + CH3CH2COOH → In(CH3COO)2(CH3CH2COO) + CH3COOH